# Public relations
Public relations (pr) of publieke relaties is het beheren en verspreiden van informatie over een individu of een organisatie om de publieke perceptie ervan te beïnvloeden. Daartoe wordt gebruikgemaakt van interne en externe communicatie om een bepaald publiek te informeren of te beïnvloeden met behulp van persberichten, advertenties, promoties en speciale gebeurtenissen. Aan de andere kant heeft pr ook een signaalfunctie om trends en zaken uit de buitenwereld op te merken en ernaar te handelen.

## Pr 2.0
De rol van internet is enorm gegroeid en het web geldt nu naast de bedrijfsbrochure als het belangrijkste medium. Met komst van sociale media als weblogs, wiki's, Facebook en Twitter is er ook sprake van online-specialisatie. Activiteiten die daaronder vallen, worden ook wel pr 2.0 genoemd, als verwijzing naar de term Web 2.0.

## Organisaties
Een aantal pr-specialisten werkt voltijds voor bedrijven, non-profitorganisaties, politici of overheden; anderen werken voor pr-bureaus of als freelance-pr-adviseur die hun diensten aan klanten verkopen (meestal bedrijven, rijke personen of andere belangengroeperingen (special interests)) die betalen voor hun expertise om hen in óf buiten de publieke belangstelling te houden.
Edward Bernays wordt beschouwd als een van de grondleggers van de moderne public relations.